# Christian Engström

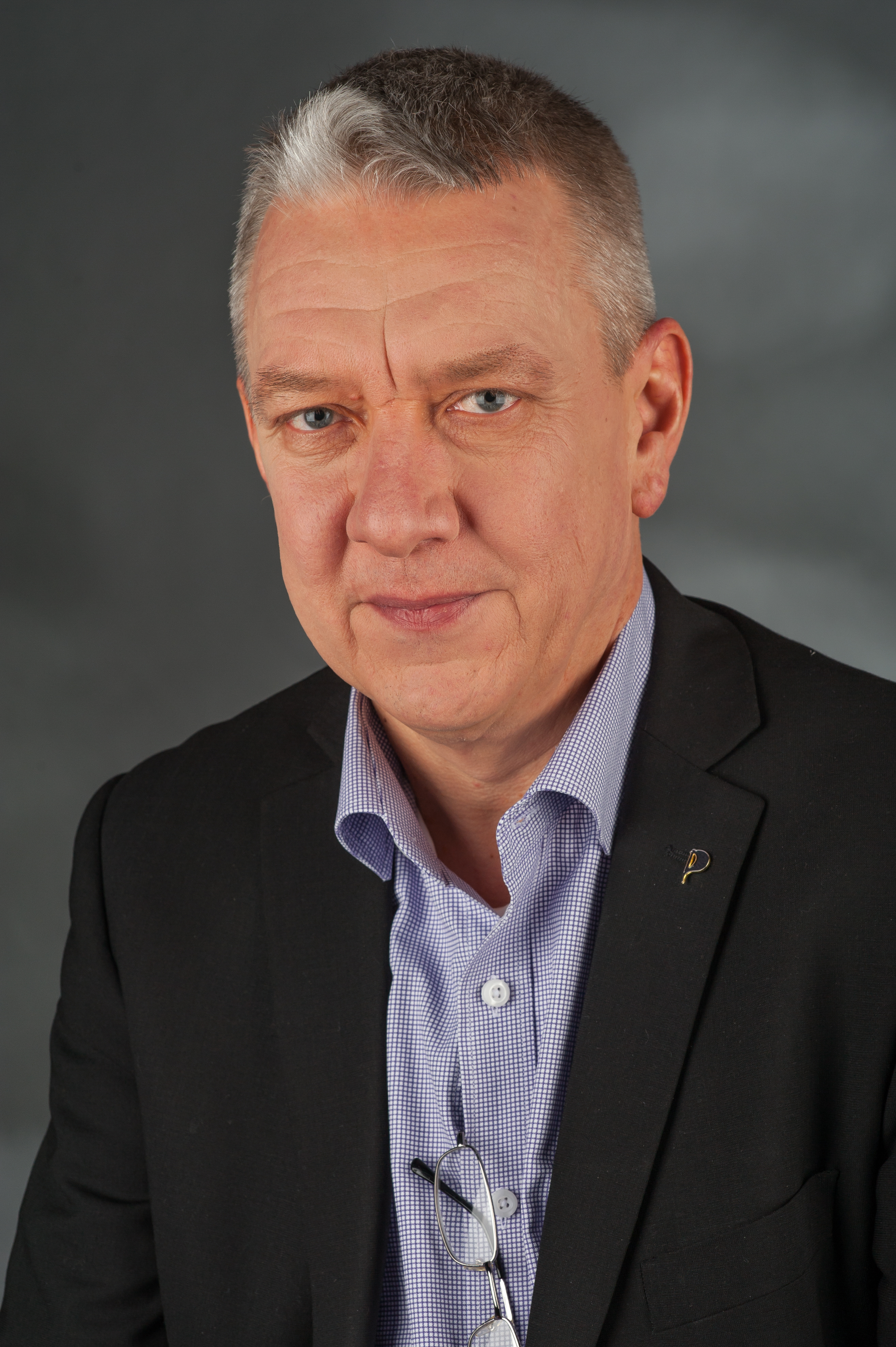
Christian Engström

Christian Engström (Stockholm, 9 februari 1960) is een Zweeds oud-politicus van de politieke partij Piratenpartij.
Engström was de lijsttrekker voor de Europese parlementsverkiezingen in 2009 namens die partij. Hij wilde zich inzetten om het auteursrecht voor internetgebruik aan te passen, de patenten af te schaffen en de privacyrechten voor EU-burgers te vergroten. Op 7 juni 2009 bleek dat met 7,4 % van de getelde stemmen de partij minimaal één zetel krijgt. Tot 1 juli 2014 was hij vertegenwoordigd in het Europees Parlement.
Engström is getrouwd en heeft een zoon.
- Gemeinsame Normdatei: 1042689032
- International Standard Name Identifier: 0000 0003 7032 5647
- LIBRIS: 353149
- Virtual International Authority File: 249636874
- WorldCat: E39PBJvCQ9hwf8D77cjjC9H6Kd